# Cueva de Moqui
Cueva de Moqui (en inglés: Moqui Cave) es una cueva producto de la erosión de la piedra arenisca, en el condado de Kane, Utah, en los Estados Unidos. Se encuentra a aproximadamente 5 millas (8,0 km) al norte de Kanab, a lo largo de la Ruta 89 de EE. UU.
La cueva fue utilizada alguna una vez por el pueblo Anasazi como refugio o lugar para almacenar alimentos, de acuerdo con las excavaciones arqueológicas en la zona. Fue redescubierto por los colonos blancos en el siglo XIX, y sirvió como un bar clandestino en la década de 1920 durante la Ley Seca. En 1951, la cueva fue comprada por Laura y Garth Chamberlain, quienes abrieron una taberna y sala de baile del año siguiente, y se convirtió en una atracción turística y museo.